# Gustav Friedrich Hetsch
Gustav Friedrich (von) Hetsch (28 de septiembre de 1788 - 7 de septiembre de 1864) fue un arquitecto danés. 

## Primeros años y educación
Hetsch nació el 28 de septiembre de 1788 en Stuttgart, hijo del pintor de historia Philipp Friedrich von Hetsch (1758-1838) y de Louise Friedericke Wilhelmine Scholl (1766-1800). Su padre era director de una galería de arte y profesor en la academia de Stuttgart. Hetsch estudió en la Universidad de Tubinga y en París, donde tuvo como profesor a Charles Percier.

## Carrera
Tras finalizar sus estudios, trabajó con Jean-Baptiste Rondelet en la iglesia de Sainte-Geneviève. En 1812 fue llamado a Stuttgart, pero pronto marchó a Italia, donde continuó sus estudios y conoció al arquitecto danés Peder Malling (1781-1865). Fue Malling quien, en 1815, inspiró a Hetsch para trasladarse a Copenhague, donde impartió clases en la Real Academia Danesa de Bellas Artes. En 1820 fue nombrado miembro de la academia, en 1822 profesor de perspectiva, en 1829 profesor extraordinario y en 1835 profesor de arquitectura.
Uno de los primeros grandes proyectos de Hetsch fue la decoración interior del  Palacio de Christiansborg, reconstruido por  Christian Frederik Hansen. Aunque la mayor parte de sus logros se centraron en el arte decorativo, Hetsch también diseñó la Gran Sinagoga (1833) y la Iglesia de San Ansgar (1842) en Copenhague.  Paralelamente a sus funciones en la academia, ocupó otros cargos, como el de director artístico de la Real Fábrica de Porcelana (1828-1857).  

## Vida personal
El 23 de agosto de 1823, se casó con Anette Hansen (1795-1827) en la iglesia alemana de Frederick. Era hija del arquitecto Christian Frederik Hansen (1756-1845) y de Anna M. Rahbek (1773-1811). Tras su muerte, el 4 de diciembre de 1829 en la capilla de Christiansborg, se casó con su hermana Caroline Amalie Augusta Hansen (1800-1874).

## Premios
Hetsch fue nombrado Caballero de la Orden de Dannebrog en 1836. En 1840 se le concedió la Cruz de Honor.

## Galería

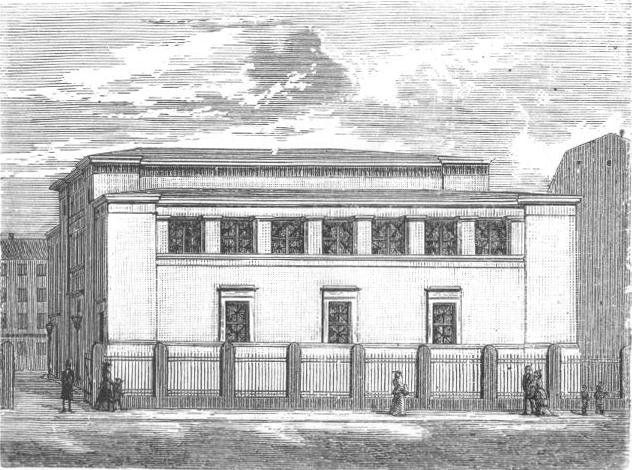
La Gran Sinagoga de Copenhague, 1899.
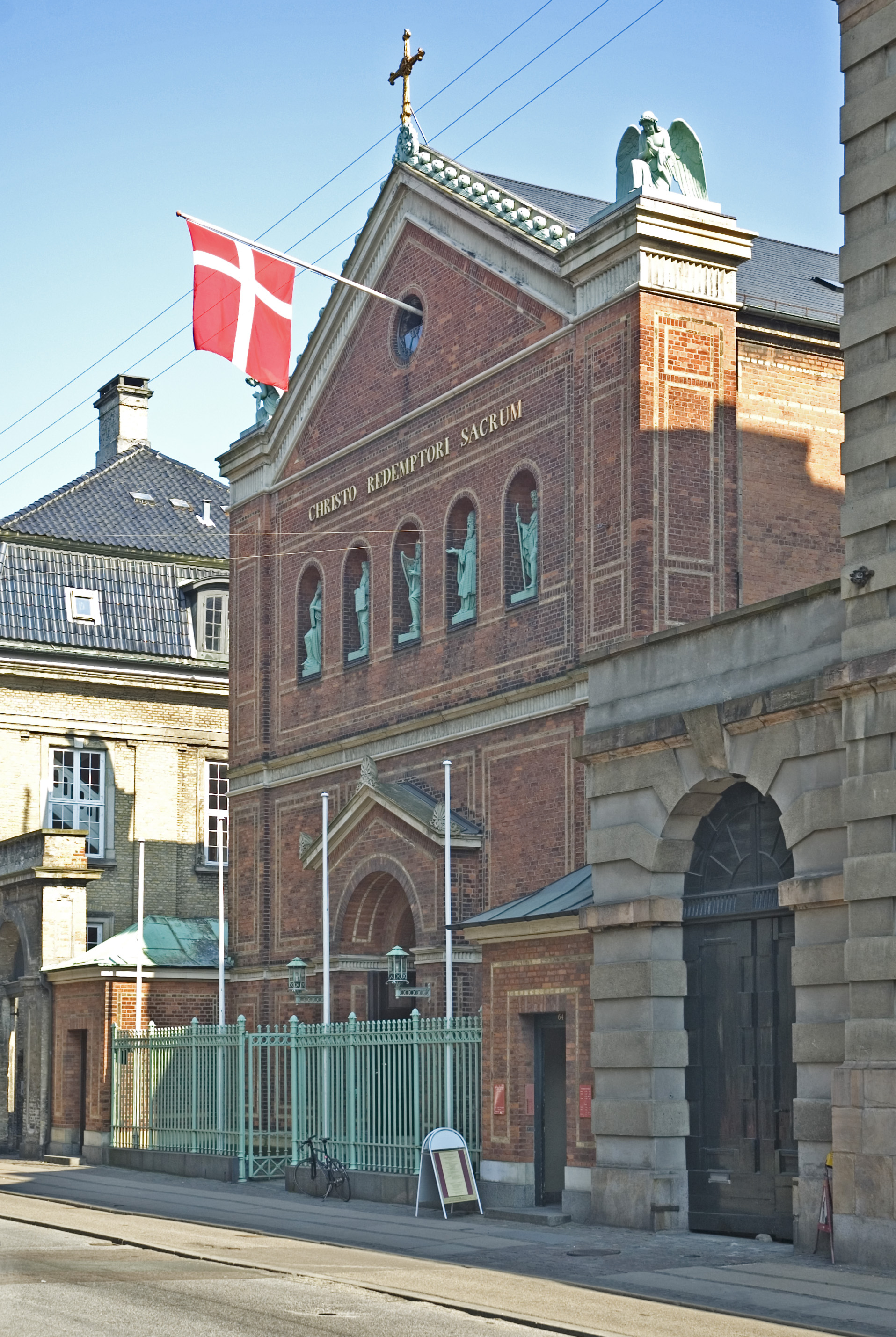
Catedral de San Óscar en Copenhague, 2007.

## Otras fuentes
- Kjeld von Folsach (1988). Fra nyklassicisme til historicisme: arkitekten G.F. Hetsch [From neoclassicism to historicism: the architect G.F. Hetsch]. Copenhagen: Christian Ejlers. ISBN 978-87-7241-966-4. Consultado el 9 de marzo de 2010.
- «The Soul in Nature — The Danish Golden Age 1800–1850». National Museum of Denmark. Archivado desde el original el 24 de julio de 2010. Consultado el 9 de marzo de 2010.
- Miller, Judith (19 de septiembre de 2005). Furniture: World Styles from Classical to Contemporary (en inglés). Penguin. ISBN 978-0-7566-7288-1.